# Дегидрогеназа
Дегидрогеназы (отрицание де… + лат. hydrogenium — водород) — группа ферментов из класса оксидоредуктаз, катализирующих перенос протонов от субстрата (органических веществ) и пары электронов — к акцептору.
Название конкретных дегидрогеназ строят, используя в качестве префикса слово, определяющее субстрат (например, алкогольдегидрогеназа).

## Распространение
Важную роль играют митохондриальные цитохромредуктазы (флавопротеиды),
ферменты, отщепляющие протоны в клетках животных, растений и микробов от восстановленных коферментов и передающие электроны на цитохром.
Дегидрогеназы представлены в реакциях углеводного (цикл Кребса, пируватдегидрогеназа) и жирового обмена, окисления изоцитратдегидрогеназа, альфакетоглутаратдегидрогеназа.

## Функция и строение
В качестве акцептора выступает обычно НАД/НАДФ или флавиновый кофермент, например ФАД или ФМН.
Многие дегидрогеназы в активном центре содержит ионы металлов — цинк, марганец.
и также другие.

## Ингибиторы
- Монойодуксусная кислота

## Применение
В БАДах применяют препараты из коры ункарии волосистой (Uncaria tomentosa), называемой также «кошачий коготь» («cat’s claw»), которые необратимо инактивируют НАДФ — дегидрогеназу («кошачий коготь» является иммуностимулятором, но нередко вызывает аллергию).